# Media vita in morte sumus
Ach homo perpende fragilis

mortalis et instabilis

quod vitare non poteris

mortem quocumque ieris

nam aufert te saepissime

dum vivis libentissime.
„Ach Mensch, erwäge, du zerbrechlicher,

sterblicher und haltloser,

dass du nicht vermeiden kannst

den Tod, wohin du auch gehst,

denn sehr oft holt er dich weg,

während du am allerliebsten lebst.“

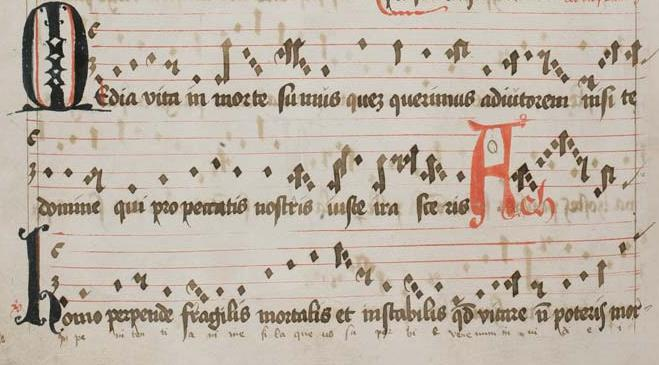
Media vita (ohne Trisagion-Refrain), Cod. Sang. 546, f.319, Stiftsbibliothek St. Gallen, um 1510; darunter mit ähnlicher Singweise und einem vorangestellten expressiven Melisma die Verse:
Ach homo perpende fragilis
mortalis et instabilis
quod vitare non poteris
mortem quocumque ieris
nam aufert te saepissime
dum vivis libentissime.
„Ach Mensch, erwäge, du zerbrechlicher,
sterblicher und haltloser,
dass du nicht vermeiden kannst
den Tod, wohin du auch gehst,
denn sehr oft holt er dich weg,
während du am allerliebsten lebst.“

Media vita in morte sumus („Mitten im Leben sind wir im Tod“) ist der Beginn eines gregorianischen Chorals, der Notker I. zugeschrieben wird, aber wahrscheinlich schon um das Jahr 750 im Westfrankenreich entstanden ist. Der Text beginnt mit einer lapidaren Beschreibung der Conditio humana und wird dann zum Gebet und zum Sündenbekenntnis.
Ein früher Nachweis einer Übertragung ins Deutsche mit dem Text „In mitten unsers lebens zeyt“ findet sich im Reichenauer Tonar von 1080. Verwendung fand es zudem in Hartmanns von Aue mittelhochdeutscher Verserzählung „Der arme Heinrich“ (v. 93f.). Martin Luther formte daraus das Lied Mitten wir im Leben sind. Das Media vita steht für den Vergänglichkeitsgedanken, der sich in der Barock-Zeit mit dem Vanitas-Motiv verband.

## Text und Übertragungen

### Lateinisches Original
Der Text besteht aus zehn verschieden langen Versen. Die Zeilen 7 bis 9 erinnern an den Antwortgesang der großen Improperien, das Trisagion: „Sanctus deus, Sanctus fortis, Sanctus immortalis, miserere nobis“.
| Media vita in morte sumus. Quem quærimus adiutorem nisi te, Domine, qui pro peccatis nostris iuste irasceris. Sancte Deus, sancte fortis, sancte et misericors Salvator: amaræ morti ne tradas nos! | Mitten im Leben sind wir im Tod. Welchen Helfer suchen wir als dich, Herr, der du wegen unserer Sünden mit Recht zürnst. Heiliger Gott, heiliger starker, heiliger und barmherziger Erlöser: überlass uns nicht dem bitteren Tod. |

### Luthers Lied „Mitten wir im Leben sind“

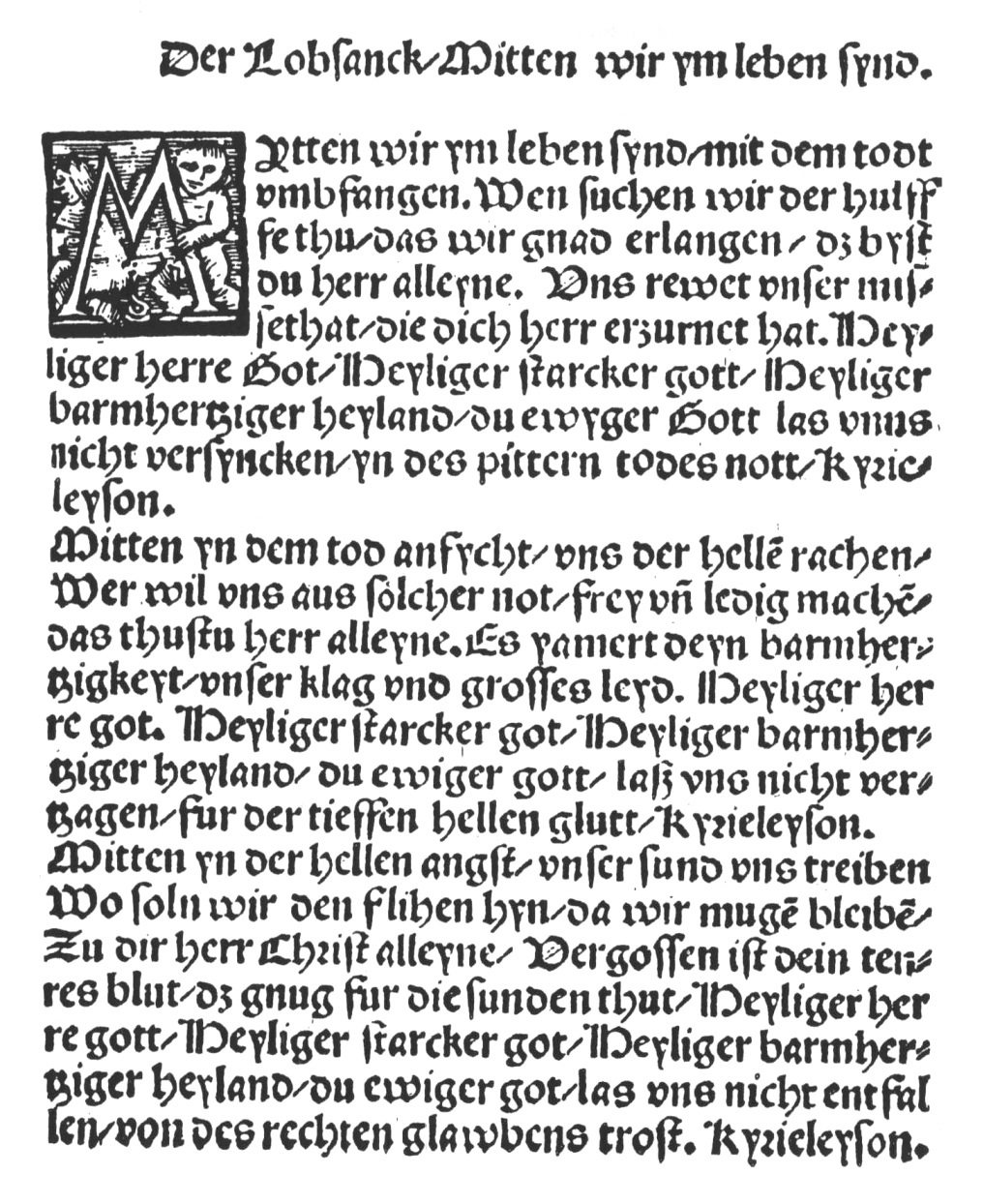
Luthers dreistrophiges Lied im Erfurter Enchiridion (1524)

Die Antiphon wurde von Martin Luther 1524, im Anschluss an ältere Vorlagen, unter dem Titel Mitten wir im Leben sind ins Deutsche übertragen und um zwei parallel gebaute Strophen ergänzt, sodass jede Zeile die entsprechende Zeile der anderen beiden Strophen vertieft und auslegt. Inhaltlich geht es nach der eingedeutschten Antiphon zur Allgegenwart des Todes in der ersten Strophe in den zwei weiteren Strophen um das Erflehen von Gottes Zuwendung trotz des himmlischen Gerichts (und der „Hölle“) und der menschlichen Verfehlungen („Sünde“). Johann Walter, mit dem Luther über seine „Deutsche Messe“ in Austausch stand, sorgte für die Veröffentlichung dieser Übertragung und Ergänzung. Das Lied findet sich im Evangelischen Gesangbuch unter Nr. 518. Die 1. Strophe wurde in das katholische Gotteslob (2013) unter Nr. 503 (GLalt 654) aufgenommen.
Die drei einander auslegenden Strophen lauten in der heute gebräuchlichen Form:
| Mitten wir im Leben sind mit dem Tod umfangen. Wer ist, der uns Hilfe bringt, dass wir Gnad erlangen? Das bist du, Herr, alleine. Uns reuet unsre Missetat, die dich, Herr, erzürnet hat. Heiliger Herre Gott, heiliger starker Gott, heiliger barmherziger Heiland, du ewiger Gott: lass uns nicht versinken in des bittern Todes Not. Kyrieleison. | Mitten in dem Tod anficht uns der Hölle Rachen. Wer will uns aus solcher Not frei und ledig machen? Das tust du, Herr, alleine. Es jammert dein Barmherzigkeit unsre Klag und großes Leid. Heiliger Herre Gott, heiliger starker Gott, heiliger barmherziger Heiland, du ewiger Gott: lass uns nicht verzagen vor der tiefen Hölle Glut. Kyrieleison. | Mitten in der Hölle Angst unsre Sünd’ uns treiben. Wo solln wir denn fliehen hin, da wir mögen bleiben? Zu dir, Herr Christ, alleine. Vergossen ist dein teures Blut, das g’nug für die Sünde tut. Heiliger Herre Gott, heiliger starker Gott, heiliger barmherziger Heiland, du ewiger Gott: lass uns nicht entfallen von des rechten Glaubens Trost. Kyrieleison. |

## Übersetzungen
Ins Dänische übersetzt findet sich „Men vi leve paa iorden her …“ im dänischen Gesangbuch Rostock 1529, Nr. 14, und danach im dänischen Gesangbuch von Ludwig Dietz, dem Salmebog, Kopenhagen 1536 sowie im dänischen Gesangbuch von Hans Tausen, En Ny Psalmebog, 1553, nach Luthers Text von 1524 und nach dem lateinischen „Media vita“ mehrfach als „Men wi leffue paa Jorden her …“ und „Wi som leffue paa jorden her …“ (dort ebenso das lateinische „Media vita“, das bereits 1514 ins Dänische übersetzt wurde). 1931 nach einer Fassung von 1528 bearbeitet, findet es sich im dänischen Kirchengesangbuch Den Danske Salmebog, Kopenhagen 1953 unter der Nummer 442 und unverändert in Den Danske Salme Bog, Kopenhagen 1993, unter der Nummer 442 als „Midt i livet er vi stedt udi dødens våde …“
Catherine Winkworth übersetzte Luthers Lied 1862 unter dem Titel In the Midst of Life ins Englische.

## Melodie und musikalische Bearbeitungen

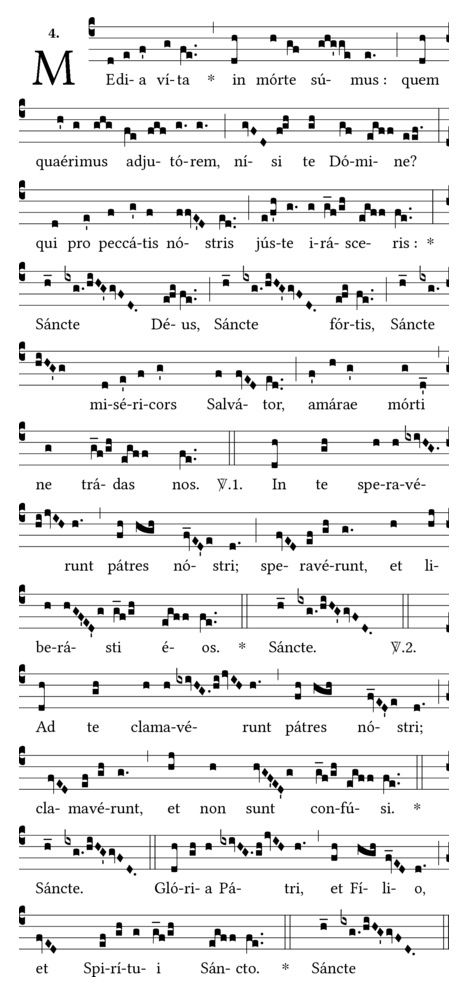
Mittelalterliche Antiphon Media vita in morte sumus

Der gregorianische Gesang ist im Deuterus plagalis (vierter Kirchenton, hypophrygisch) komponiert. Die Melodie zu Martin Luthers deutschem Text ist daraus entwickelt und steht im selben Kirchenton. Sie findet sich zuerst in Johann Walters Geistlichem Gesangbüchlein (Wittenberg 1524) und stammt vermutlich von Walter selbst.
Ein erster Chorsatz findet sich bei Sethus Calvisius (1556–1615). Georg Philipp Telemann (1681–1767) integrierte „Mitten wir im Leben sind“ als vierstimmigen Chor in eine Kantate (TVWV 1:329). Johann Sebastian bearbeitete das Lied (BWV 383), das Bachsche „Mitten wir im Leben sind“ ist Choral Nr. 214 der Sammlung von J. P. Kirnberger und C. P. E. Bach.
Während sich im Werk Johann Sebastian Bachs ein schlichter vierstimmiger Chorsatz findet (BWV 383), der auf der Melodie des Luther-Chorals beruht, legte Felix Mendelssohn Bartholdy den Liedtext seiner achtstimmigen, expressiven c-Moll-Motette (Op. 23 Nr. 3) zugrunde. Der junge Felix Mendelssohn Bartholdy bearbeitete darin im Jahr 1830 die Bachsche Version. Er hielt seine Chorwerk in jenem Jahr für „wahrscheinlich eines der besten Stücke Kirchenmusik, die ich geschrieben habe“.
Beim zeitgenössischen Komponisten Peter Cornelius findet sich eine Fassung für vierstimmigen Männerchor (Op. 9 Nr. 3).

## Weitere Vertonungen
- Arnold von Bruck (1500–1554): Mitten wir im Leben sind, aus 121 neue Lieder von Hans Ott, Nr. 13 (1534)[13]
- Nicolas Gombert (1495–1560): Media vita, aus Motetti del frutto a sei voci, Nr. 8 (1539)[14]
- Jacobus de Kerle (1531–1591): Media vita in morte sumus, aus Selectae quaedam cantiones sacrae (1571)[15]
- Orlando di Lasso (1532–1594): Media vita, zweiteilige Motette, aus Patrocinium musices cantionem prima pars, Nr. 15 (1573)[16]
- John Sheppard (um 1515–1558): Media vita a 6, aus The Baldwin Partbooks, Nr. 118 (um 1575)[17]
- Peter Philips (1561–1628): Media vita in morte sumus, aus Cantiones Sacrae Quinis vocibus (1612)
- Henri Dumont (1610–1684): Media vita in morte sumus[18]
- Wilhelm Berger (1861–1911): Mitten wir im Leben sind, aus Vier geistliche Lieder und Gesänge op. 54, Nr. 1 (1894)[19]

## Varia
Die bayerischen Guglmänner verwenden die Phrase als ihren Wahlspruch.
Ein Echo dieses Gedankens findet sich auch in Rilkes berühmtem, oft als Grabspruch verwendeten Kurzgedicht Schlußstück („Der Tod ist groß […] Wenn wir uns mitten im Leben meinen | wagt er zu weinen | mitten in uns“).
Steht über dem Eingangsportal der Senckenbergischen Pathologie in Frankfurt am Main der Goethe-Universität in Niederrad.
„Mitten wir im Leben sind mit dem Tod umfangen …“ steht an der Gedenkstätte der Flugzeugkollision von Überlingen.